# 加藤恒忠

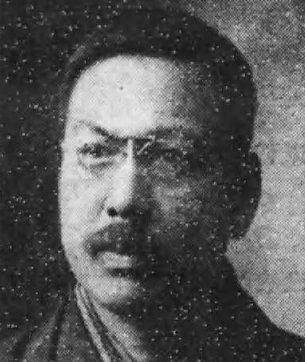
加藤恒忠

加藤 恒忠（かとう つねただ、安政6年1月22日（1859年2月24日） - 大正12年（1923年）3月26日）は、日本の外交官、政治家。旧姓は大原。号は拓川。衆議院議員、貴族院勅選議員、松山市長、錦鶏間祗候。三男忠三郎は阪急電鉄の車掌、阪急百貨店の職員で、俳人正岡子規の妹リツの養子となり正岡家の祭祀を嗣いだ。

## 人物
伊予国（現・愛媛県松山市）に伊予松山藩の儒者大原観山の三男として生まれる。父の死後、上京し、1876年（明治9年）給費の官吏養成所である司法省法学校（現在の東京大学法学部）に入学、フランス語とフランス法を学んだ。1879年1月廃絶していた縁戚の加藤家を興し加藤家戸主になった。同年2月校長の方針に反対し退学、中江兆民の塾に入る。
1883年11月、フランス留学のため出国し、翌1884年1月、パリに到着。1886年、外務省に入りフランス在勤となる。1890年12月、パリを発ち、1891年2月に帰国する。外務省政務局を経て、1892年-1897年にフランス公使館書記、その後、大臣秘書官、人事課長、ベルギー公使などを務める。
1906年（明治39年）にジュネーヴで万国赤十字改正会議の全権代表になるが、伊藤博文と対立し、翌年に退職した。大阪新報社長兼主筆、大阪北浜銀行（現UFJ銀行）取締役となる。
1908年5月、第10回衆議院議員総選挙に愛媛県松山市区より出馬して当選。衆議院議員を一期務める。1912年5月27日、貴族院勅選議員となり、交友倶楽部に属し1923年3月27日まで在任。1917年12月15日、錦鶏間祗候を仰せ付けられた。1919年、第一次世界大戦後のパリ講和会議に参加。シベリア出兵後、1919年8月12日、特命全権大使となりシベリア派遣大使に就任し、錦鶏間祗候は消滅した。1922年（大正11年）に第5代松山市長に就任し、松山高等商業学校（現在の松山大学）の設立に尽力した。翌1923年、任期途中に食道がんで死去した。勲一等旭日大綬章が追贈された。墓所は松山市の相向寺（現松山市拓川町）にある。

## 栄典
位階
- 1891年（明治24年）12月5日 - 正七位[7]
- 1892年（明治25年）11月14日 - 従六位[8]
- 1896年（明治29年）10月30日 - 正六位[9]
- 1898年（明治31年）12月22日 - 従五位[10]
- 1900年（明治33年）12月25日 - 正五位[11]
- 1906年（明治39年）1月31日 - 従四位[12]
- 1908年（明治41年）3月30日 - 正四位[13]
- 1923年（大正12年）3月27日 - 従三位[14]

勲章等
- 1898年（明治31年）4月6日 - 勲五等双光旭日章[15]
- 1901年（明治34年）6月27日 - 勲四等瑞宝章[16]
- 1902年（明治35年）12月28日 - 旭日小綬章[17]
- 1905年（明治38年）6月24日 - 勲三等瑞宝章[18]
- 1906年（明治39年）4月1日 - 勲二等瑞宝章[19]
- 1916年（大正5年）4月1日 - 旭日重光章[20]
- 1919年（大正8年）12月25日 - 勲一等瑞宝章[21]
- 1923年（大正12年）3月27日 - 旭日大綬章[14]

外国勲章佩用允許
- 1888年（明治21年）7月7日 - ベルギー王国：レオポール勲章シュワリエー[22]
- 1892年（明治25年）11月8日 - フランス共和国：レジオンドヌール勲章シュヴァリエ[23]
- 1893年（明治26年）2月13日 - スペイン王国：イサベル・ラ・カトリカ勲章シュワリエ[24]
- 1901年（明治34年）
  - 10月4日 - フランス共和国：レジオンドヌール勲章コマンドール[25]
  - 10月4日 - スペイン王国：イサベル・ラ・カトリカ勲章グランクロワ[25]

- 1907年（明治40年）2月1日 - スペイン王国：シャールトロワー第一等勲章[26]
- 1906年（明治39年）11月2日 - ベルギー王国：レオボール勲章グランクロア[27]

## 系譜
加藤家
```
　　　　　　　　　　
　　　　　　　　　　　正岡常尚
　　　　　　　　　　　　　┃　　　┏正岡常規（正岡子規）
　　　　　　　　　　　　　┣━━━┫
加藤重孝━━大原有恒　　　┃　　　┗律
　　　　　　　　┃　　┏八重
　　　　　　　　┣━━┫　　　　　┏十九郎
　　　　　　　　┃　　┗加藤恒忠━✛六十郎
歌原松陽━━━━重　　　　　　　　┗正岡忠三郎　
　　　　　　　　　　　　　　　　　　　　┃　　　┏正岡浩
　　　　　　　　　　　　　　　　　　　　┣━━━┫
　　　　　　　　　　　　　　　　　　　　┃　　　┗正岡明
　　　　　　　　　　　　野上俊夫━━━あや

```